# Hans Eriksson (friidrottare)
Hans Olof Erik Eriksson, född 16 december 1903 i Göteborgs domkyrkoförsamling, Göteborg, död där 24 september 1997, var en svensk friidrottare (sprinter). Han tävlade för Örgryte IS.
Eriksson vann SM-guld på 100 meter 1930. Han är gravsatt på Stampens kyrkogård i Göteborg.

## Personliga rekord
- 100 meter: 10,8 s (Eksjö 21 september 1930) [3]
- 200 meter: 22,4 s (Göteborg 1 september 1928) [6]